# Studio Hansa

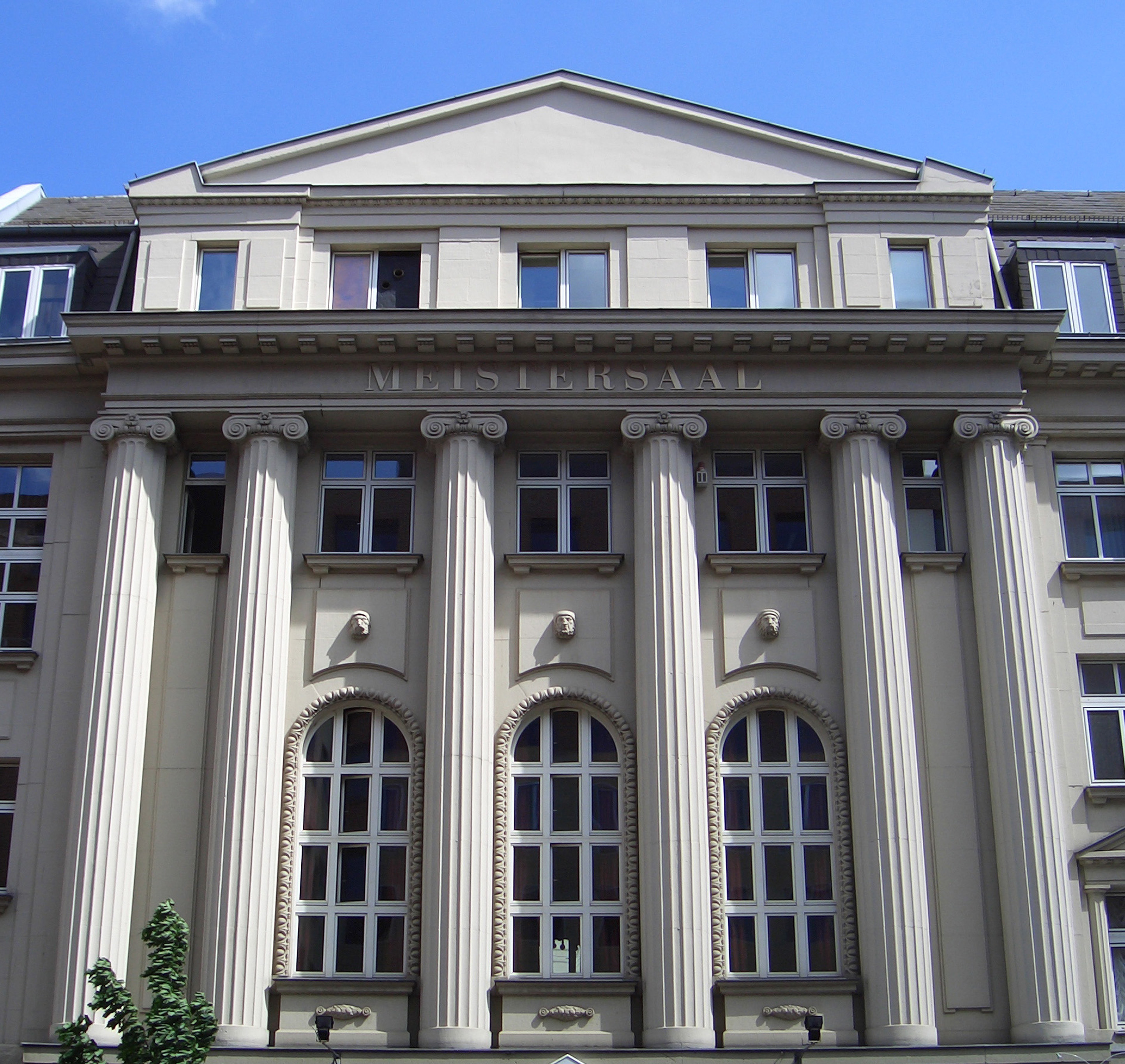
La façade extérieure du Hansa Tonstudio.

Le Hansa Ton Studios est un studio d'enregistrement situé  au 38 Köthener Straße dans le quartier de Kreuzberg, à Berlin.

## Historique

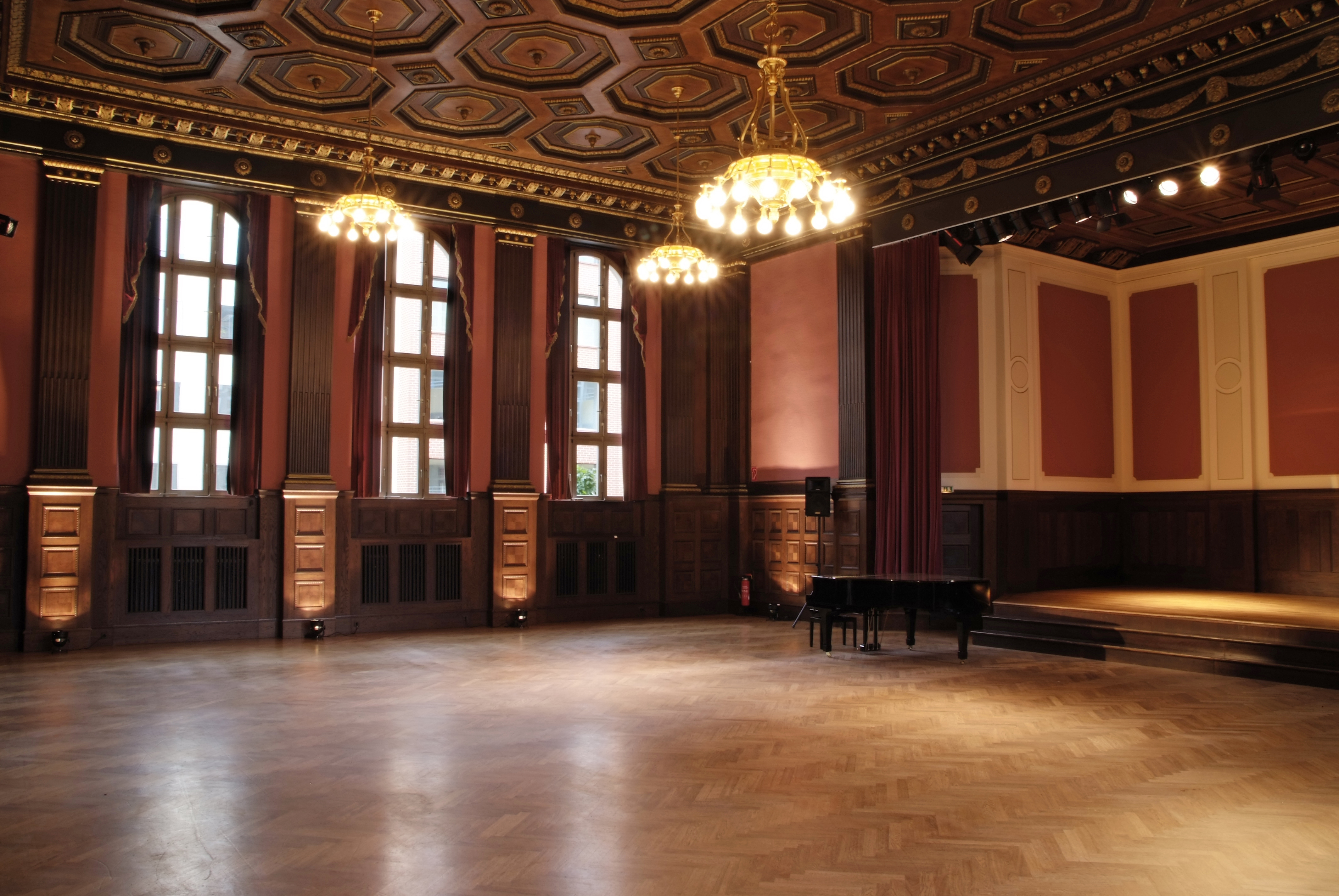
Vue intérieure des studios.

Les studios ont été fondés en 1965 par les frères Peter et Thomas Meisel et étaient originellement situés dans le quartier de Halensee avant de déménager à Kreuzberg en 1975. La salle a été construite en 1910 et servait de salle de concert. En 1965 elle a été reconvertie en studio d'enregistrement, différents groupes de rock se sont succédé pour y enregistrer.

## Enregistrements
Parmi les artistes qui y ont enregistré, entièrement ou en partie, certains de leurs albums, on peut notamment citer :
- David Bowie, Low (1977), "Heroes" (1977)
- Iggy Pop, The Idiot (1977), Lust for Life (1977)
- Nina Hagen, Nina Hagen Band (1978), Unbehagen (1979)
- Tangerine Dream, Force Majeure (1979), Tangram (1980)
- Depeche Mode, Some Great Reward (1984), Black Celebration (1986)
- Nick Cave and the Bad Seeds, From Her to Eternity (1984), The First Born is Dead (1985), Kicking Against the Pricks (1986), Your Funeral... My Trial (1986), Tender Prey (1988)
- Marillion, Misplaced Childhood (1985)
- Killing Joke, Night Time (1985), Brighter Than a Thousand Suns (1986)
- Siouxsie and the Banshees, Tinderbox (1986)
- Ministry, Twitch (1986)
- Alphaville, Afternoons in Utopia (1986)
- Pixies, Bossanova (1990)
- U2, Achtung Baby (1991)
- Charles Aznavour, Duos (2008)
- Snow Patrol, A Hundred Million Suns (2008)
- R.E.M., Collapse into Now (2011)
- The Hives, Lex Hives (2012)
- Indochine, Black City Parade (2013)
- Manic Street Preachers, Rewind the Film (2013)
- Ling Tosite Sigure, Es or S (2015)
- Parcels, Live Vol.1 (2020)